# Filmografia Kylie Minogue
Kariera aktorska Kylie Minogue nie jest tak bardzo znana jak muzyczna. Warto pamiętać, że zagrała w wielu filmach i serialach. Już jako dziecko w wieku 11 lat pojawiła się w serialu Skyways. Mając siedemnaście lat porzuciła szkołę i zagrała w telenoweli Sąsiedzi. Spisano tu wszystkie filmy i seriale, w których zagrała Kylie.

## Filmy
| Rok  | Tytuł                                                           | Rola               |
| ---- | --------------------------------------------------------------- | ------------------ |
| 1989 | The Delinquents (tytuł polski: Niemoralni lub Potępiona miłość) | Lola Lovell        |
| 1994 | Uliczny wojownik                                                | Cammy              |
| 1995 | Hayride to Hell                                                 | dziewczynka        |
| 1996 | Misfit                                                          |                    |
| 1996 | Bio-Dome                                                        | Dr. Petra von Kant |
| 1997 | Diana i Ja                                                      | ona sama           |
| 2000 | Cut                                                             | Hilary Jacobs      |
| 2000 | Sample People                                                   | Jess               |
| 2001 | Moulin Rouge!                                                   | Zielona wróżka     |
| 2005 | Magiczna Karuzela                                               | Florence (głos)    |
| 2007 | White Diamond                                                   | ona sama           |
| 2014 | 20 000 dni na Ziemi                                             | ona sama           |
| 2015 | San Andreas                                                     | Susan Riddick      |
| 2018 | Swinging Safari                                                 | Kaye Hall          |

## Seriale
| Rok       | Tytuł                                          | Rola                        |
| --------- | ---------------------------------------------- | --------------------------- |
| 1980      | The Sullivans                                  | Carla                       |
| 1980      | Skyways                                        | Robin                       |
| 1985      | The Henderson Kids                             | Charlotte Kernow            |
| 1985      | The Zoo Family (odcinek „Yvonne the Terrible”) | Yvonne                      |
| 1986      | Fame And Misfortune                            | Samantha Collins            |
| 1986–1988 | Sąsiedzi                                       | Charlene Robinson           |
| 1995      | The Vicar of Dibley                            | ona sama                    |
| 1997      | Men Behaving Badly                             | ona sama                    |
| 2002      | Saturday Night Live                            | ona sama                    |
| 2004      | Kath & Kim (odcinek „99% Fat Free”)            | Epponnee-Rae Craig/ona sama |
| 2007      | Doktor Who (odcinek „Voyage of the Damned”)    | Astrid Peth                 |
| 2025      | The Residence                                  | ona sama                    |